# Powerglide (album)
Albums de New Riders of the Purple Sage
New Riders of the Purple Sage
(1971) Gypsy Cowboy
(1972)
Powerglide (1972) est le deuxième album du groupe de rock américain, New Riders of the Purple Sage.

## Présentation
Jerry Garcia et Bill Kreutzmann, du groupe Grateful Dead, participent aux enregistrements. L'album conmprend six titres originaux et des classiques comme "I Don't Need No Doctor", "Hello Mary Lou" et "Willie and the Hand Jive".
L'album a été 33e au classement des albums pop-rock du Billboard en 1972.

## Titres de l’album
| No  | Titre                                                                      | Durée |
| --- | -------------------------------------------------------------------------- | ----- |
| 1.  | Dim Lights, Thick Smoke (And Loud, Loud Music) (Joe Maphis/M.Fidler/R.Lee) | 4:16  |
| 2.  | Rainbow (John Dawson)                                                      | 3:00  |
| 3.  | California Day (Dave Torbert)                                              | 2:37  |
| 4.  | Sweet Lovin' One (John Dawson)                                             | 2:55  |
| 5.  | Lochinvar (John Dawson)                                                    | 3:30  |
| 6.  | I Don't Need No Doctor (Ashford & Simpson/J.Armstead)                      | 4:40  |
| 7.  | Contract (Dave Torbert)                                                    | 3:16  |
| 8.  | Runnin'Back to You (John Dawson)                                           | 4:10  |
| 9.  | Hello Mary Lou (Gene Pitney/C.Mangiaracina)                                | 2:57  |
| 10. | Duncan and Brady (Traditional/"Spider" John Koerner)                       | 5:23  |
| 11. | Willie and the Hand Jive (Johnny Otis)                                     | 6:21  |

## Musiciens

### New Riders of the Purple Sage
- John Dawson - guitare, chant
- David Nelson - guitare, mandoline, chant, chœur
- Spencer Dryden - batterie, percussions, chant
- Dave Torbert - guitare basse, guitare, piano, chant
- Buddy Cage - steel guitare, chœur

### Autres musiciens
- Jerry Garcia - banjo, guitare, piano
- Bill Kreutzmann - percussions
- Nicky Hopkins - piano, claviers
- John Desautels - batterie
- Stephen Barncard, Judy, McDuke - chœur